# Jordan Larsson
Carl Henrik Jordan Larsson (født 20. juni 1997) er en svensk professionel fodboldspiller, som spiller for F.C. København, hvortil han kom fra Schalke 04. Larsson har tillige spillet for Sveriges landshold.

## Baggrund
Jordan Larsson er søn af den tidligere professionelle fodboldspiller og svenske landsholdsspiller Henrik Larsson. Han blev født i Rotterdam i Holland, mens hans far spillede for Feyenoord.

## Klubkarriere

### Högaborgs BK
Larssons begyndte at spille fodbold hos FC Barcelona som barn imens hans far spillede for klubbens førstehold. Da hans familie vendte tilbage til Sverige i 2006 begyndte han at spille for sin fars barndomsklub, Högaborgs BK. Han fik sin debut på Högaborgs førstehold i division 2 i 2012, og scorede fem mål under sin debutsæson. 

### Helsingborgs IF
Den 24. juli 2015 skrev han kontrakt med Helsingborgs IF. Den 27. juli 2014 fik han debut i Allsvenskan for HIF i en 1-1 kamp mod Örebro SK. Larssons første Allsvenskan mål kom i kampen mod Åtvidaberg 6. juni 2015, to uger inden hans 18-års fødselsdag.

### NEC Nijmegen
Larsson skiftede i januar 2017 til hollandske NEC Nijmegen.

### IFK Norrköping
Larsson vendte hjem til Sverige i januar 2018, da han skiftede til IFK Norrköping. Han blev i 2018 sæsonen brugt hovedsageligt som indskifter, og scorede kun et enkelt mål i sæsonen. Hans store gennembrud kom dog i 2019 sæsonen, hvor at han scorede 11 mål på sæsonen første 16 kampe.

### Spartak Moskva
Larsson skiftede i august 2019 til russiske Spartak Moskva.

#### Leje til AIK og kontraktophævelse
I marts 2022 introducerede FIFA særlige regler, som tillod spillere, som spillede for russiske klubber, at suspendere deres kontrakt med klubberne, og dermed skifte til en anden klub på kortvarig basis. Dette var i respons til Ruslands invasion af Ukraine som begyndte i februar af året. Larsson tog denne mulighed, og skiftede i april på kortvarig basis til AIK.
I juni 2022 blev Larsson og Spartak enige om at ophæve hans kontrakt med klubben.

### Schalke 04
Larsson skiftede i august 2022 til Schalke 04.

### F.C. København
Den 28. januar 2023 blev det offentliggjort, at Larsson skiftede til FCK på en et-årig lejeaftale med en købsoption. Han fik debut for FCK den 19. februar 2023, da han blev skiftet ind i en kamp mod Silkeborg IF. Efter udløbet af lejeaftalen, blev der indgået aftale med Schalke 04 om køb af Larsson. Han blev oprindeligt tildelt trøjenummer 25, men fik i september 2023 trøjenummer 11.

## Landsholdskarriere

### Ungdomslandshold
Larsson har repræsenteret Sverige på flere ungdomsniveauer.

### Seniorlandshold
Larsson debuterede for Sveriges landshold den 7. januar 2018. Han var del Sveriges trup til EM 2020.

## Titler
Spartak Moskva
- Ruslands pokalturnering: 1 (2021-22)

F.C. København
- DBU Pokalen 2022-23, 2024-2025
- Superligaen 2022-23 , 2024-2025